# Manuel Santos de Uribelarrea Duhau
Manuel Santos de Uribelarrea Duhau (Buenos Aires, 23 de diciembre de 1954) es un empresario argentino que se ha destacado en los sectores agrícola y energético. Fue cofundador de MSU Argentina.

## Biografía
Manuel Santos de Uribelarrea Duhau nació el 23 de diciembre de 1954 en Buenos Aires.Hijo de Manuel José de Uribelarrea Peña y Juana Margarita Duhau Ham, proviene de una familia con una larga tradición en el sector agropecuario argentino, establecida en el país desde 1860.Es la cuarta generación de su familia en continuar con la actividad agrícola.
Su tatarabuelo José Miguel de Uribelarrea llegó en 1825 a Buenos Aires, a los 29 años con sus padres y hermanos, proveniente del País Vasco.

## Formación
Inició su carrera vinculado al campo y la agricultura en 1978, en el Establecimiento Santa Juana junto a su primo, Juan Julio Avellaneda.

Estudió agronomía en la Universidad Católica Argentina (UCA) y es egresado del Programa de Alta Dirección Empresarial (PAD) del IAE Business School.

## Actividad empresaria
En 1985 fundó Juamarita S.A., una empresa dedicada a la agricultura y ganadería en campos propios, y se integró al Grupo CREA Santa Isabel. En 1990, comenzó a desarrollar técnicas innovadoras de siembra directa y agricultura continua.
En 1998, junto a su hijo Manuel Santos Uribelarrea Balcarce fundó MSU Argentina, con base en Villa Cañás, provincia de Santa Fe. La empresa está orientada al desarrollo de la producción agrícola en campos propios y arrendados.
En el año 2012, el grupo comenzó a incursionar en el negocio de la generación de energía eléctrica.  A través de la empresa MSU Energy construyó y opera tres plantas termoeléctricas en Argentina: la Central Rojo en San Nicolás, la Central Barker en Benito Juárez, y la Central Villa María en Córdoba.
En 2022, MSU se diversifica hacia las energías renovables con la creación de MSU Green Energy.

## Distinciones
- En 2008, recibió el Premio Konex en la categoría de Empresarios Rurales. [2]
- En 2018, fue distinguido con el Premio Clarín Rural a las personalidades destacadas de la agroindustria.[16]